# Delphinium nangziense
Delphinium nangziense är en ranunkelväxtart som beskrevs av Wen Tsai Wang. Delphinium nangziense ingår i släktet storriddarsporrar, och familjen ranunkelväxter. Inga underarter finns listade i Catalogue of Life.